# Raïon de Birobidjan
 (janvier 2017).
Si vous disposez d'ouvrages ou d'articles de référence ou si vous connaissez des sites web de qualité traitant du thème abordé ici, merci de compléter l'article en donnant les références utiles à sa vérifiabilité et en les liant à la section « Notes et références ».
Le raïon de Birobidjan ou raïon Birobidjanski ou  (en russe : Биробиджанский район, Birobidjanski raïon) est l'un des cinq raïons de l'oblast autonome juif au centre de celui-ci.
Il s'étend sur 4 500 km2 et compte 13 806 habitants en 2010.
Birobidjan, le centre administratif de l'oblast, est aussi le chef-lieu du raïon.